# Халадж (Губадлинский район)
Халадж (азерб. Xələc) — село в административно-территориальном округе села Чардахлы Губадлинского района Азербайджана.

## История
Название села восходит к племени халадж. Выходцы из этих мест составляют племя гильзаи в Афганистане.
По данным «Свода статистических данных о населении Закавказского края, извлеченных из посемейных списков 1886 года», в селе Халадж 1-е Кёрджаланлинского сельского округа Зангезурского уезда Елизаветпольской губернии было 45 дымов и проживало 200 азербайджанцев (в источнике — «татар») шиитского вероисповедания, из которых 144 человека являлись беками, а остальные 56 государственными крестьянами.

### Карабахский конфликт
В ходе Первой карабахской войны, в 1993 году село было занято армянскими вооружёнными силами, и до 2020 года находилось под контролем непризнанной НКР. После Второй карабахской войны, небольшие участки в Губадлинском и Зангеланском районах оставались под контролем армянской стороны. По словам премьер-министра Армении Никола Пашиняна, 9 ноября, во время подписания заявления о прекращении огня, стороны достигли «устного взаимопонимания» о том, чтобы «провести уточнение пограничных точек» на этих участках. В итоге, в декабре армянские войска «отступили на границу Советской Армении», и территории Губадлинского и Зангеланского районов полностью вернулись под контроль Азербайджана.

## Достопримечательности
В селе расположены останки мечети XV—XVI веков, которые являются памятником архитектуры местного значения (инв. № 4714).